# Melenkovskij rajon
Il Melenkovskji rajon (in russo Меленковский район?) è un rajon dell'Oblast' di Vladimir, in Russia, il cui capoluogo è Melenki. Istituito nel 1929, il rajon ricopre una superficie di 2.221 chilometri quadrati ed ospita una popolazione di circa 37.000 abitanti.